# Gistel
Gistel este un oraș neerlandofon situat în provincia Flandra de Vest, regiunea Flandra din Belgia. La 1 ianuarie 2008 avea o populație totală de 11.384 locuitori. 

## Geografie
Comuna actuală Gistel a fost formată în urma unei reorganizări teritoriale în anul 1977, prin înglobarea într-o singură entitate a ??? comune învecinate. Suprafața totală a comunei este de 42,25 km². Comuna este subdivizată în secțiuni, ce corespund aproximativ cu fostele comune de dinainte de 1977. Acestea sunt:
| - I. Gistel - II. Moere - III. Zevekote - IV. Snaaskerke |

Localitățile limitrofe sunt:
| - Comuna Oudenburg: - a. Oudenburg - b. Westkerke - Comuna Ichtegem: - c. Eernegem - Comuna Koekelare: - d. Koekelare - e. Zande - Comuna Middelkerke: - f. Sint-Pieters-Kapelle - g. Slijpe - h. Leffinge - Comuna Oostende: - i. Stene - j. Zandvoorde |

## Localități înfrățite
- Germania: Büdingen.

1. ↑  Crossroad Bank of Enterprises, accesat în 22 iulie 2023